# Либерално-демократска партија (Ангола)
Либерално-демократска партија (порт. Partido Liberal Democrático) је партија либералне оријентације у Анголи и члан Либералне интернационале. На последњим изборима 1992. године добила је 2,4% гласова и 3 мандата у парламенту. Оснивач и вођа партије је Аналија де Викторија Переира. На изборима 2008. године, освојила је само 0,33% гласова и није ушла у парламент.